# Corynoptera roeschmanni
Corynoptera roeschmanni är en tvåvingeart som beskrevs av Rulik, Mohrig och Jaschhof 2001. Corynoptera roeschmanni ingår i släktet Corynoptera och familjen sorgmyggor.
Artens utbredningsområde är Grekland. Inga underarter finns listade i Catalogue of Life.